# العلاقات الأرمنية الألمانية
العلاقات الأرمينية الألمانية هي العلاقات الثنائية التي تجمع بين أرمينيا وألمانيا.

## مقارنة بين البلدين
هذه مقارنة عامة ومرجعية للدولتين:
| وجه المقارنة                                              | أرمينيا                    | ألمانيا                                                                              |
| --------------------------------------------------------- | -------------------------- | ------------------------------------------------------------------------------------ |
| المساحة (كم2)                                             | 29.74 ألف                  | 357.41 ألف                                                                           |
| عدد السكان (نسمة)                                         | 2.93 مليون                 | 81.29 مليون                                                                          |
| الكثافة السكانية (ن./كم²)                                 | 98.52                      | 227.44                                                                               |
| العاصمة                                                   | يريفان                     | بون، برلين                                                                           |
| اللغة الرسمية                                             | لغة أرمنية                 | اللغة الألمانية                                                                      |
| العملة                                                    | درام أرميني                | يورو، مارك ألماني                                                                    |
| الناتج المحلي الإجمالي (بليون دولار)                      | 11.54 مليار                | 3.68 تريليون                                                                         |
| الناتج المحلي الإجمالي (تعادل القوة الشرائية) بليون دولار | 25.41 مليار                | 3.92 تريليون                                                                         |
| الناتج المحلي الإجمالي الاسمي للفرد دولار أمريكي          | 3.49 ألف                   | 41.31 ألف                                                                            |
| الناتج المحلي الإجمالي للفرد دولار أمريكي                 | 8.07 ألف                   | 46.40 ألف                                                                            |
| مؤشر التنمية البشرية                                      | 0.743                      | 0.926                                                                                |
| رمز المكالمات الدولي                                      | +374                       | +49                                                                                  |
| رمز الإنترنت                                              | .am، .հայ ‏                 | .de                                                                                  |
| المنطقة الزمنية                                           | ت ع م+04:00، توقيت أرمينيا | توقيت وسط أوروبا، ت ع م+01:00، ت ع م+02:00، توقيت أوروبا الوسطى المعياري (ت غ م +1) ‏ |

## منظمات دولية مشتركة
يشترك البلدان في عضوية مجموعة من المنظمات الدولية، منها:
| علم المنظمة | اسم المنظمة                               | تاريخ انضمام أرمينيا | تاريخ انضمام ألمانيا |
| ----------- | ----------------------------------------- | -------------------- | -------------------- |
|             | مؤسسة التمويل الدولية                     | 18 أبريل 1995        | 20 يوليو 1956        |
|             | يونسكو                                    | 9 يونيو 1992         | 11 يوليو 1951        |
|             | مؤسسة التنمية الدولية                     | 25 أغسطس 1993        | 24 سبتمبر 1960       |
|             | المركز الدولي لتسوية المنازعات الاستشارية | 16 أكتوبر 1992       | 18 مايو 1969         |
|             | وكالة ضمان الاستثمار متعدد الأطراف        | 5 ديسمبر 1995        | 12 أبريل 1988        |
|             | منظمة حظر الأسلحة الكيميائية              | ?                    | 29 أبريل 1997        |
|             | الاتحاد الدولي للاتصالات                  | 30 يونيو 1992        | 1866                 |
|             | الأمم المتحدة                             | 2 مارس 1992          | 18 سبتمبر 1973       |
|             | منظمة الشرطة الجنائية الدولية             | ?                    | ?                    |
|             | البنك الدولي للإنشاء والتعمير             | 16 سبتمبر 1992       | 14 أغسطس 1952        |
|             | منظمة الأمن والتعاون في أوروبا            | 30 يناير 1992        | 25 يونيو 1973        |
|             | الاتحاد البريدي العالمي                   | ?                    | 1 يوليو 1875         |
|             | منظمة التجارة العالمية                    | 5 فبراير 2003        | ?                    |
|             | الفريق المعني برصد الأرض                  | ?                    | ?                    |
|             | بنك التنمية الآسيوي                       | 2005                 | 1966                 |
|             | المنظمة الأوروبية لسلامة الملاحة الجوية   | 2006                 | 1960                 |
|             | مجلس أوروبا                               | 25 يناير 2001        | 13 يوليو 1950        |

## وصلات خارجية
- موقع وزارة الخارجية الأرمينية
- موقع وزارة الخارجية الألمانية